# Cryptus leucotomus
Cryptus leucotomus là một loài tò vò trong họ Ichneumonidae.